# ロックブロス
ロックブロス（英: ROCKBROS Co., Ltd. 簡体字: 洛克兄弟）は、中国に本社を置く、自転車用バッグやヘルメットの製造、販売を手がける企業、またはそのブランド。

## 概要
中国浙江省に本社を置き、AmazonなどのECサイトを用いて世界中に事業を展開している自転車用品を中心とするスポーツ用品メーカー。
日本法人のほか、ドイツ、アメリカ、オーストラリアにも支社を持つ。

## 沿革
- 2010年 - 義烏洛克体育用品有限公司(簡体字: 义乌洛克体育用品有限公司 英語: Yiwu Rock Sports Goods Co.,Ltd.)設立
- 2013年 - 杭州領酷電子商務有限公司 (簡体字: 杭州领酷电子商务有限公司 英: Hangzhou Lingku E-commerce Co., Ltd.) 設立し、海外へのセールスを開始。
- 2015年 - 日本法人である株式会社ロックブロス、ならびにドイツ法人を設立する
- 2016年 - アメリカ法人を設立
- 2017年 - スボン裾止めバンドがドイツiFデザイン賞を受賞[4]
- 2019年 - 深圳領酷運動戸外用品有限公司(簡体字: 深圳领酷运动户外用品有限公司 英: Shenzhen Lingku Sports Outdoor Products Co., Ltd.)を設立し、アウトドア用品の展開を開始する
- 2021年 - オーストラリア法人を設立、浙江洛克兄弟体育用品有限公司(英: Zhejiang ROCKBROS Sports Goods Co.,Ltd.)を設立
- 2022年 - バイク用品の展開を開始する